# Sternocera feldspathica
Sternocera feldspathica es una especie de escarabajo del género Sternocera, familia Buprestidae. Fue descrita científicamente por White en 1843.

## Distribución geográfica
Habita en la región afrotropical.